# Lescheroux
Lescheroux ist eine französische Gemeinde im Département Ain in der Region Auvergne-Rhône-Alpes. Sie gehört zum Kanton Replonges im Arrondissement Bourg-en-Bresse.

## Geografie
Die Gemeinde Lescheroux liegt in der Bresse an der Reyssouze und an der Quelle der Sane-Vive, 28 Kilometer nordöstlich von Mâcon. Sie grenzt im Norden an Saint-Nizier-le-Bouchoux, im Nordosten an Cormoz, im Südosten an Foissiat, im Südwesten an Jayat, im Westen an Saint-Julien-sur-Reyssouze und im Nordwesten an Mantenay-Montlin.

## Bevölkerungsentwicklung
| Jahr                       | 1962 | 1968 | 1975 | 1982 | 1990 | 1999 | 2010 | 2021 |
| Einwohner                  | 660  | 593  | 526  | 504  | 527  | 597  | 683  | 714  |
| Quellen: Cassini und INSEE |      |      |      |      |      |      |      |      |

## Sehenswürdigkeiten
- von 1210 bis 1792 bestehende Kartause Montmerle, von 1070 bis 1210 Benediktinerkloster, heute Burgruine
- gotische Kirche Saint-André
- Marienstatue (Statue Vierge Marie)

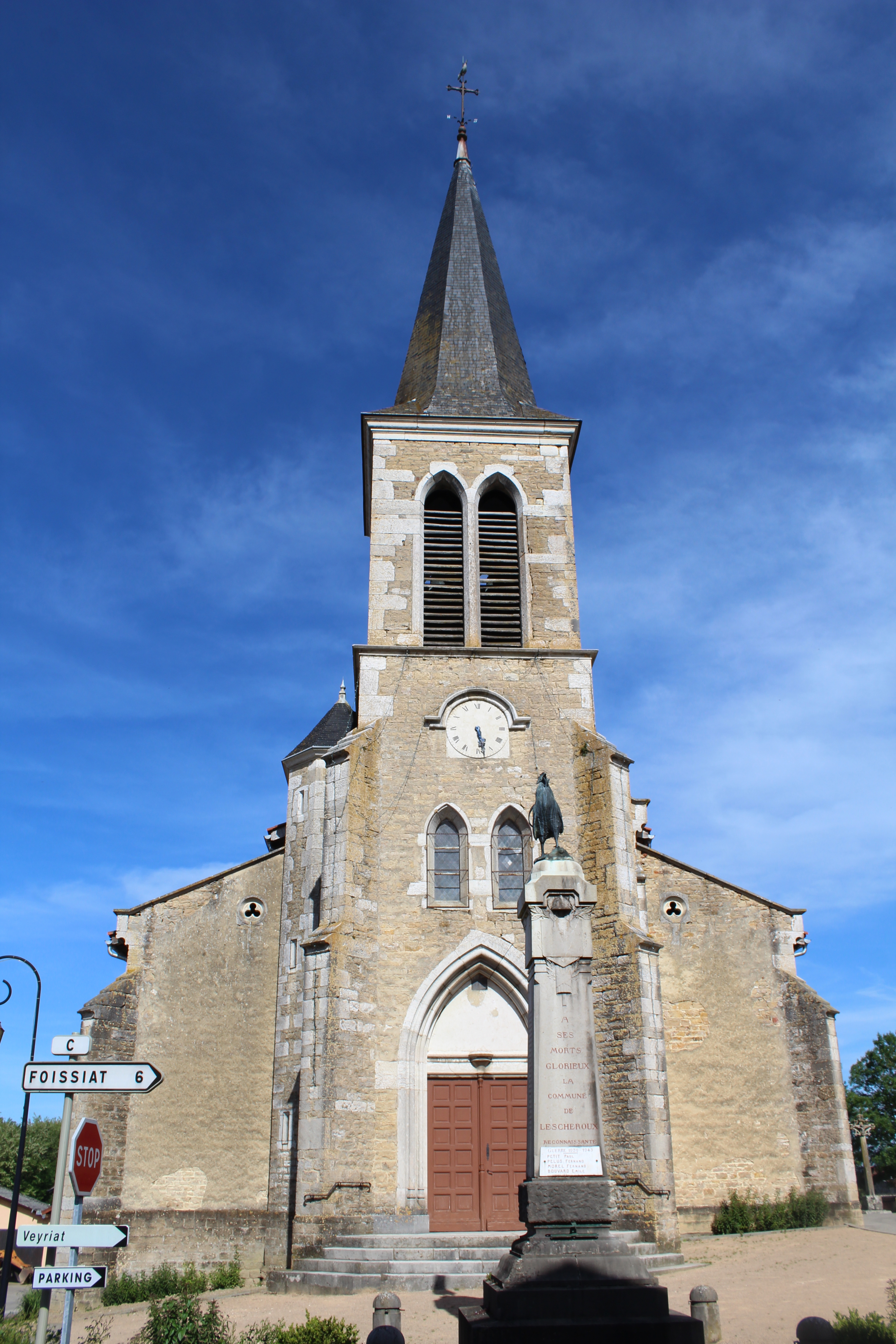
Kirche Saint-André
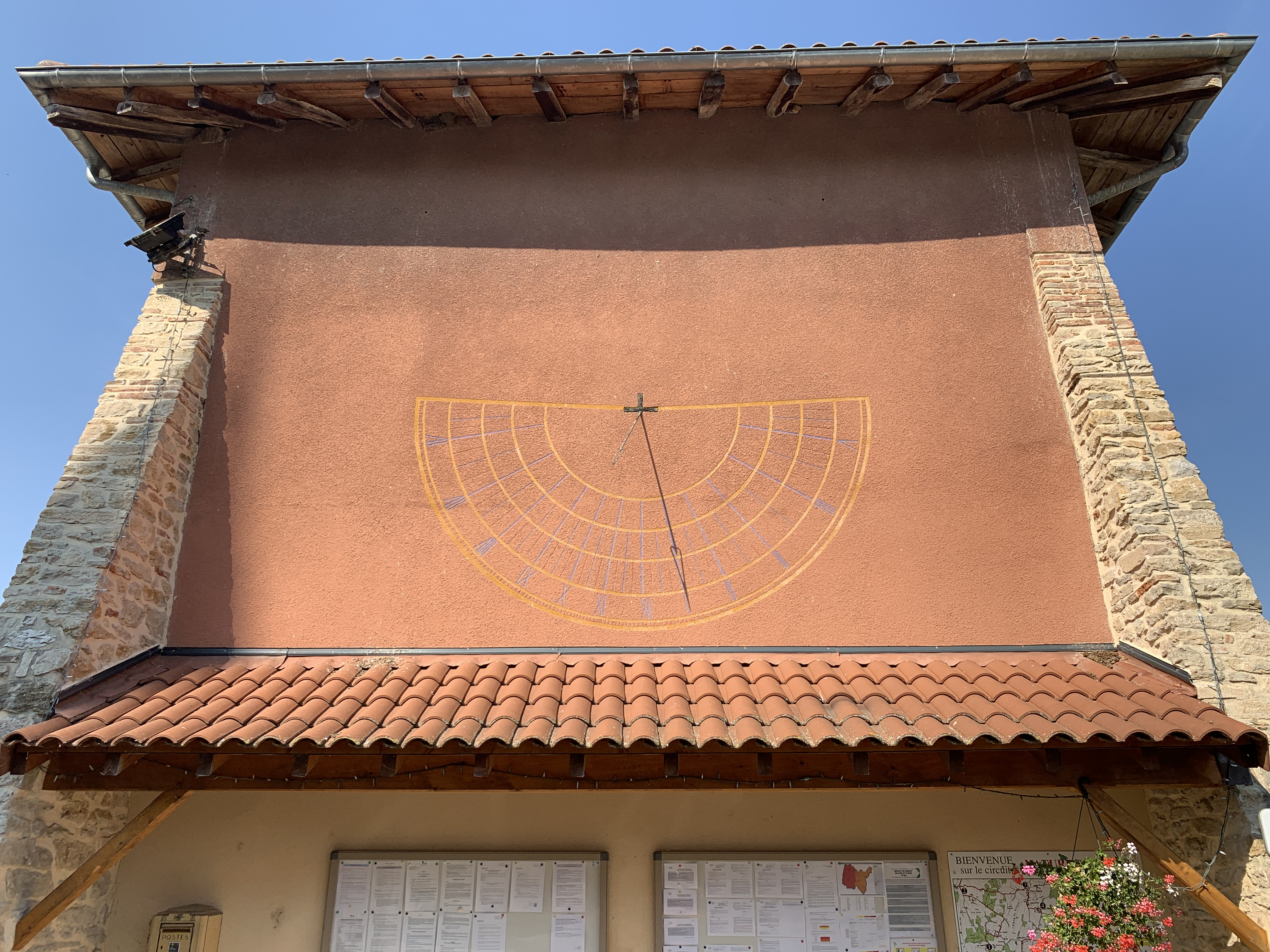
Sonnenuhr am ehemaligen Pfarrhaus
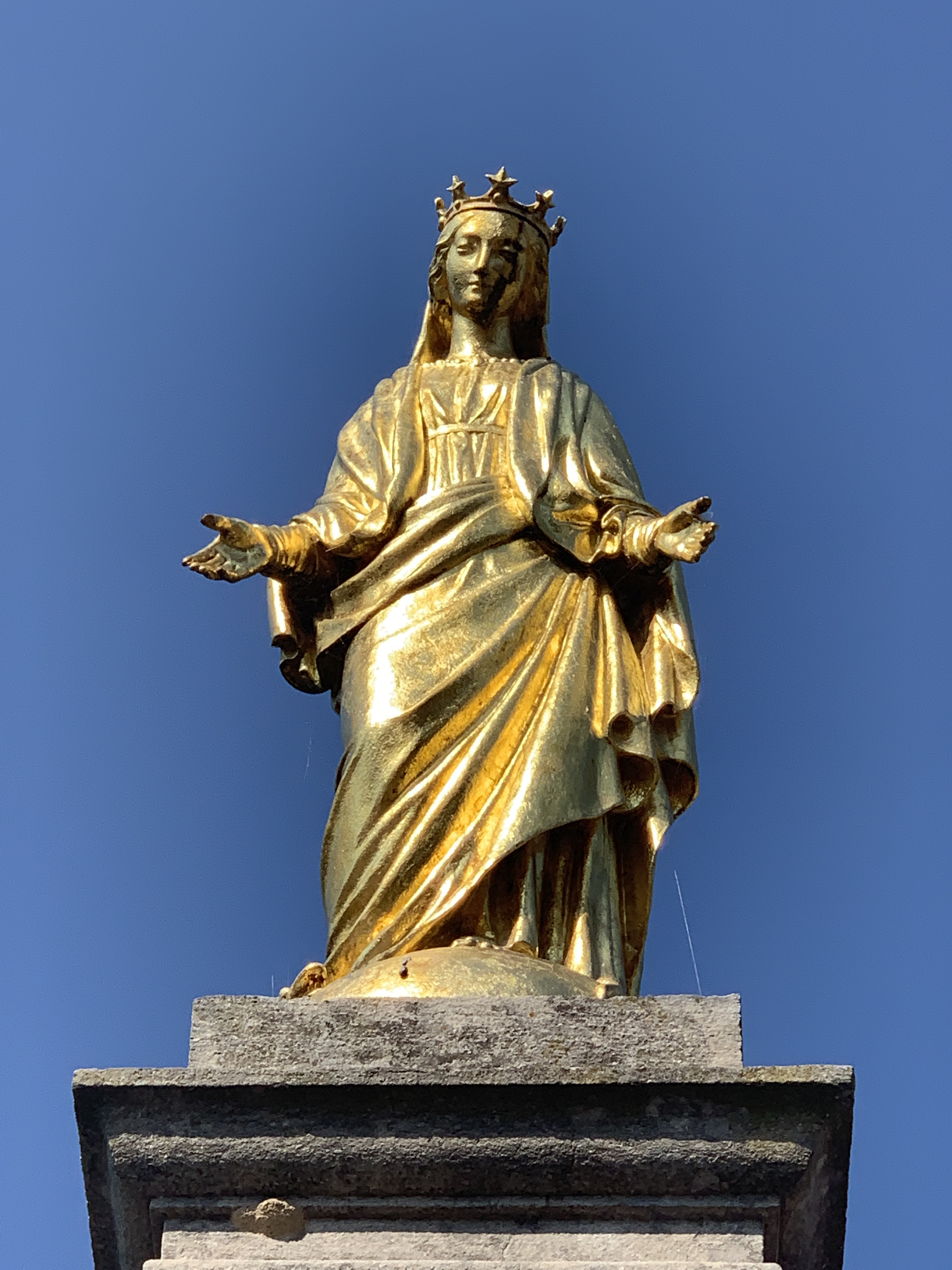
Marienstatue
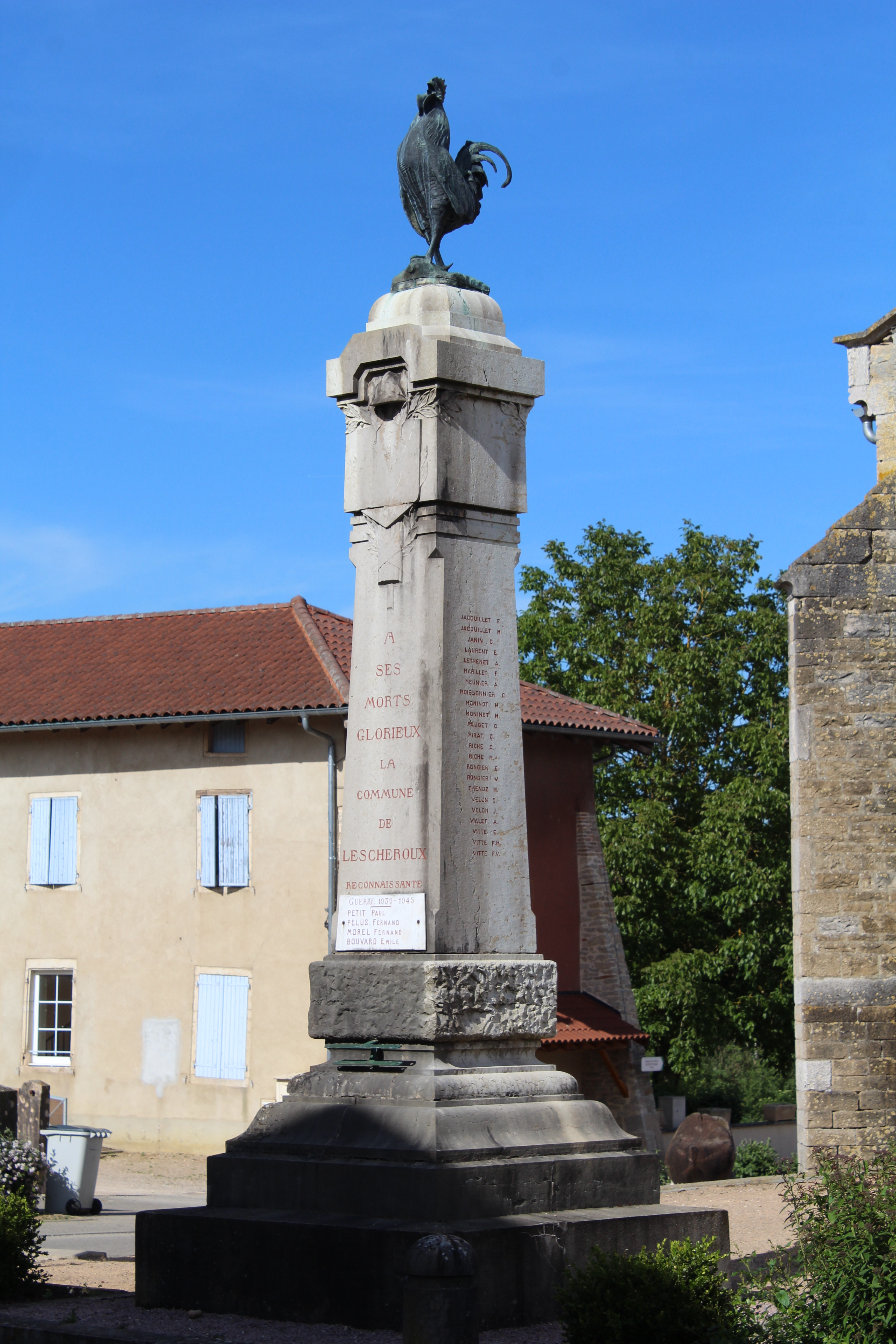
Gefallenendenkmal